# Змеиный ведьмин камень

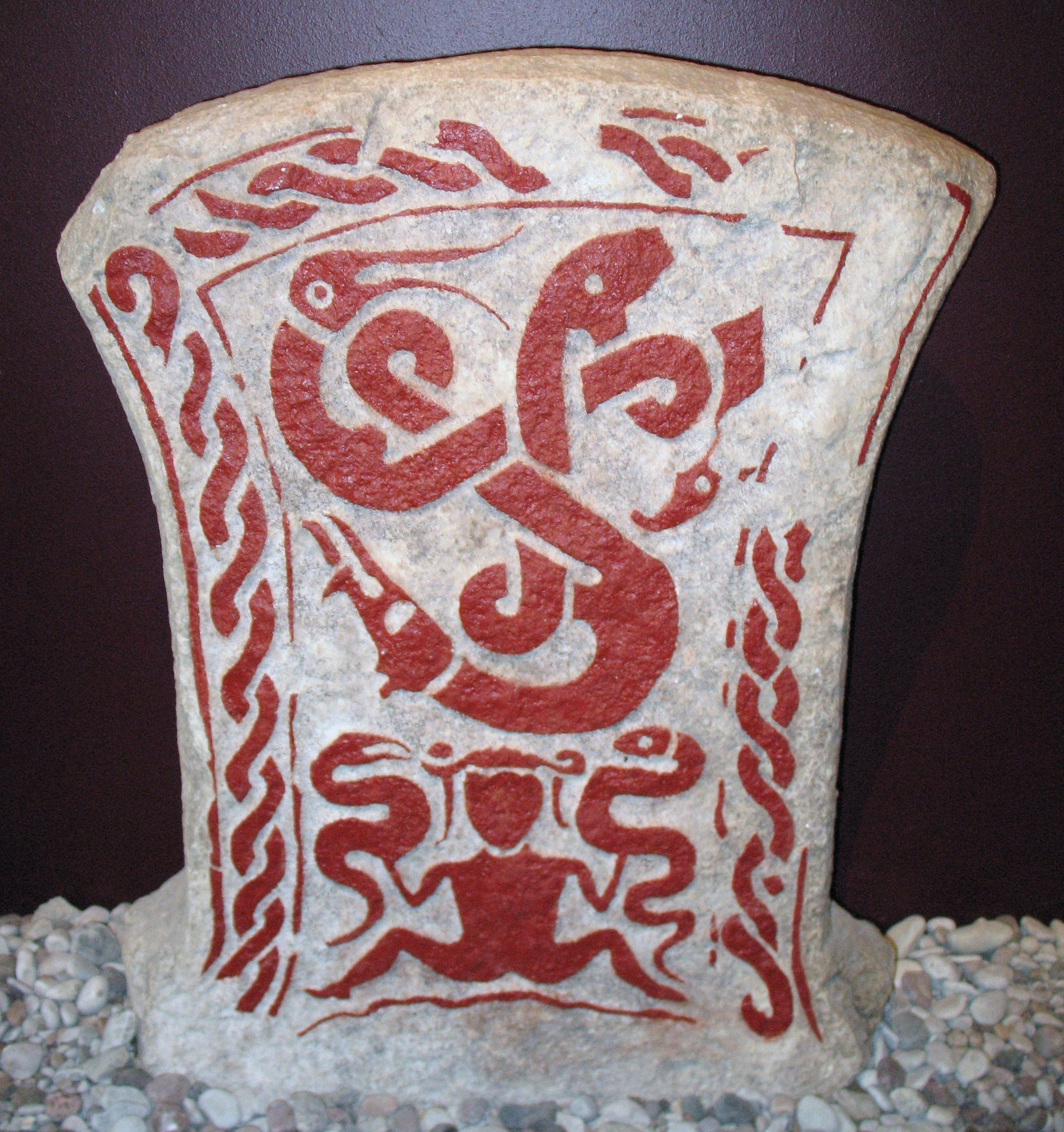
«Заклинательница змей» изображена на нижней части камня

«Змеиный ведьмин камень» (швед. Ormhäxan), также известный как камень с изображённой «Заклинательницей змей» (швед. Ormtjuserskan) или просто камень Шмисс (швед. Smisstenen) — древний археологический артефакт, картинный камень, найденный в местечке Шмисс графства Нар, что на шведском острове Готланд.
Камень был обнаружен на кладбище, имеет высоту 82 см, на нижней его части изображена антропоморфная фигура, держащая змей в каждой руке. Над фигурой, в центральной области, расположены фигуры трёх переплетённых подобно узору трискелиона существ, которые по одной из версий были идентифицированы как кабан, орёл и волк. Камень датируется V—VII вв. н. э.

## Изучение и интерпретация изображения
Фигура на камне была впервые описана Суне Линдквистом в 1955 году. Исследователь безуспешно пытался найти связь с древнеисландскими источниками, а также сравнивал камень со статуэтками «Богинь со змеями», относящимися к крито-минойской цивилизации. Также Линдквист обнаружил связь с изображениями на более древнем котле из Гундеструпа, хотя он, вероятно, упустил из виду, что на котле также изображена фигура, держащая змею.
Учёные Аррениус и Холмквист в 1960 году предположили связь изображения на камне с позднекельтским искусством: по их мнению на нём был показан библейский мотив о пророке Данииле в львином рву, а также сравнили его с украшением на крышке кошелька из Саттон-Ху, хотя на «змеином камне» нет изображений существ с конечностями. Грета Арвидссон в 1963 отнесла камень к позднему кельтскому искусству и тоже сравнивала его с фигурой, держащей змею с котла из Гундеструпа. В исследованиях 1994 года указывалось, что фигура могла изображать и мужчину, а сама роспись могла датироваться Вендельским периодом. Другие учёные (Hauk, 1983) предположили, что на камне изображён Один в погоне за женщиной или даже кельтский бог Кернунн (Görman, 1983).
Роспись на камне связывали в том числе и с каменным барельефом из церкви на Готланде (англ. Väte Church), который интерпретируется как женщина, кормящая грудью двух драконов, и который, согласно исследованиям, был выполнен на пять веков позже, чем изображение на «змеином камне».

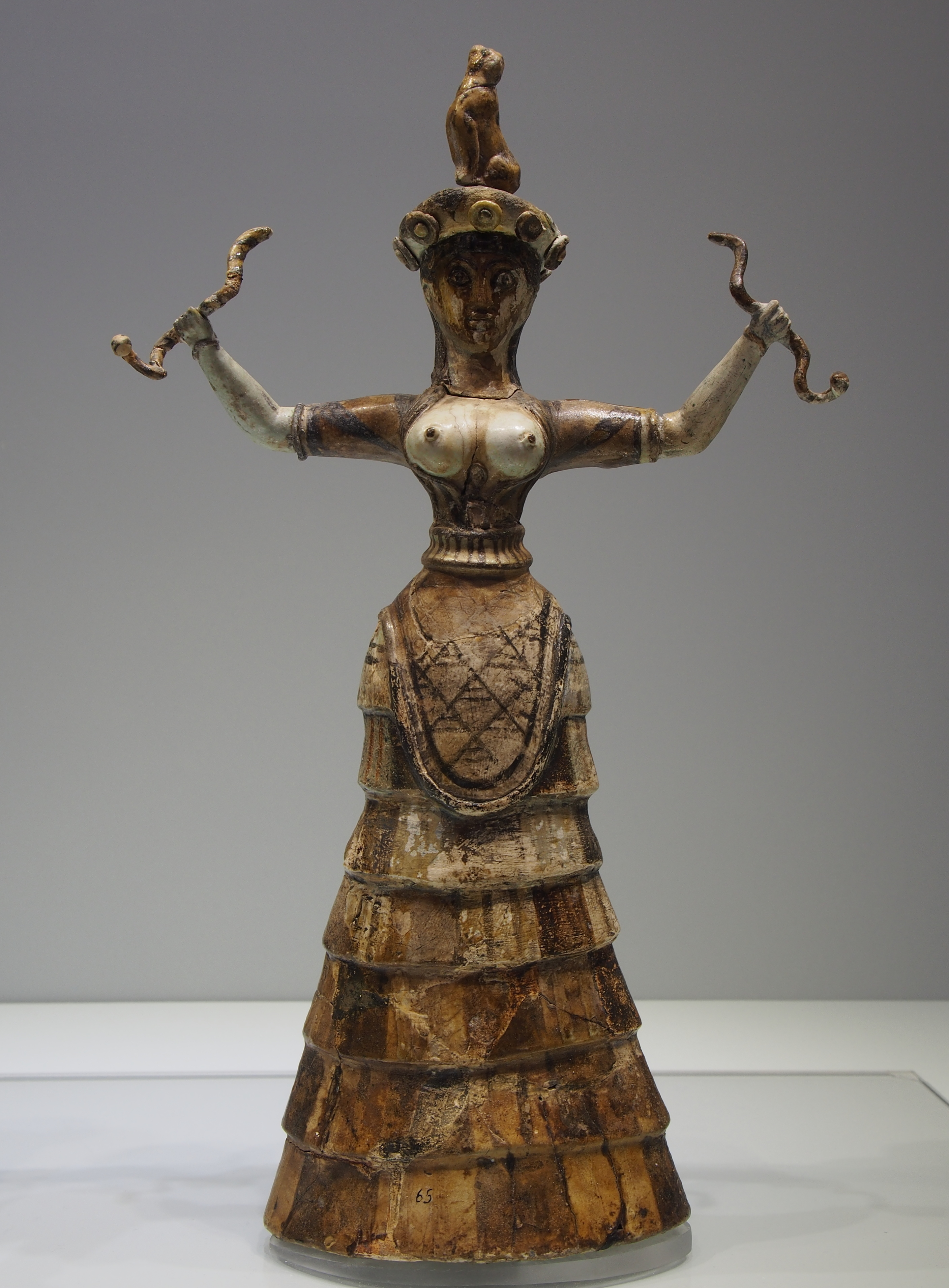
Одна из статуэток «богини со змеями»
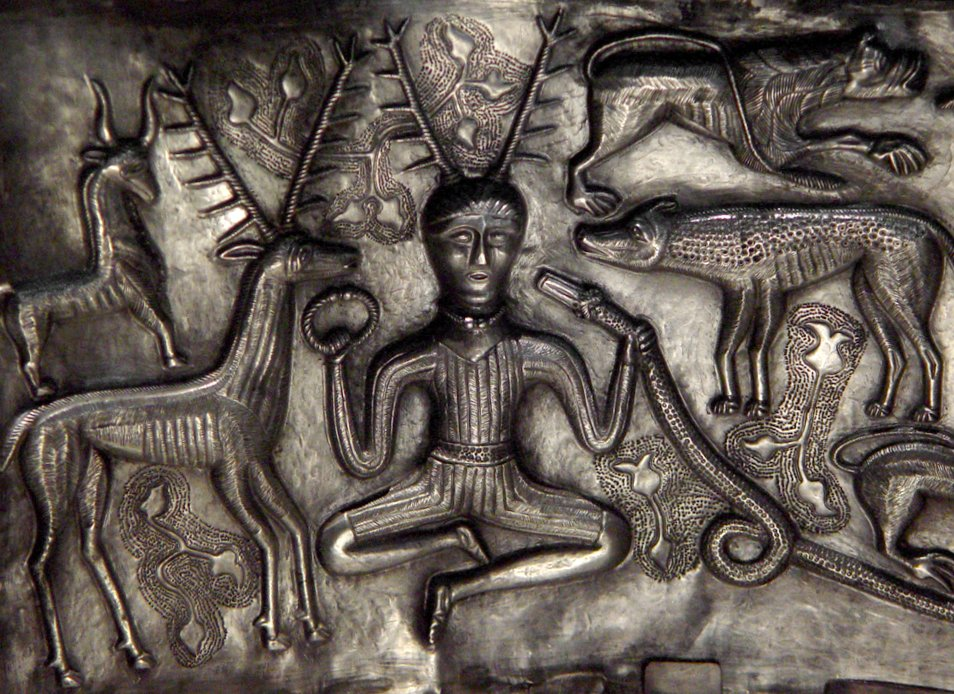
Фигура на «котле из Гундеструпа»
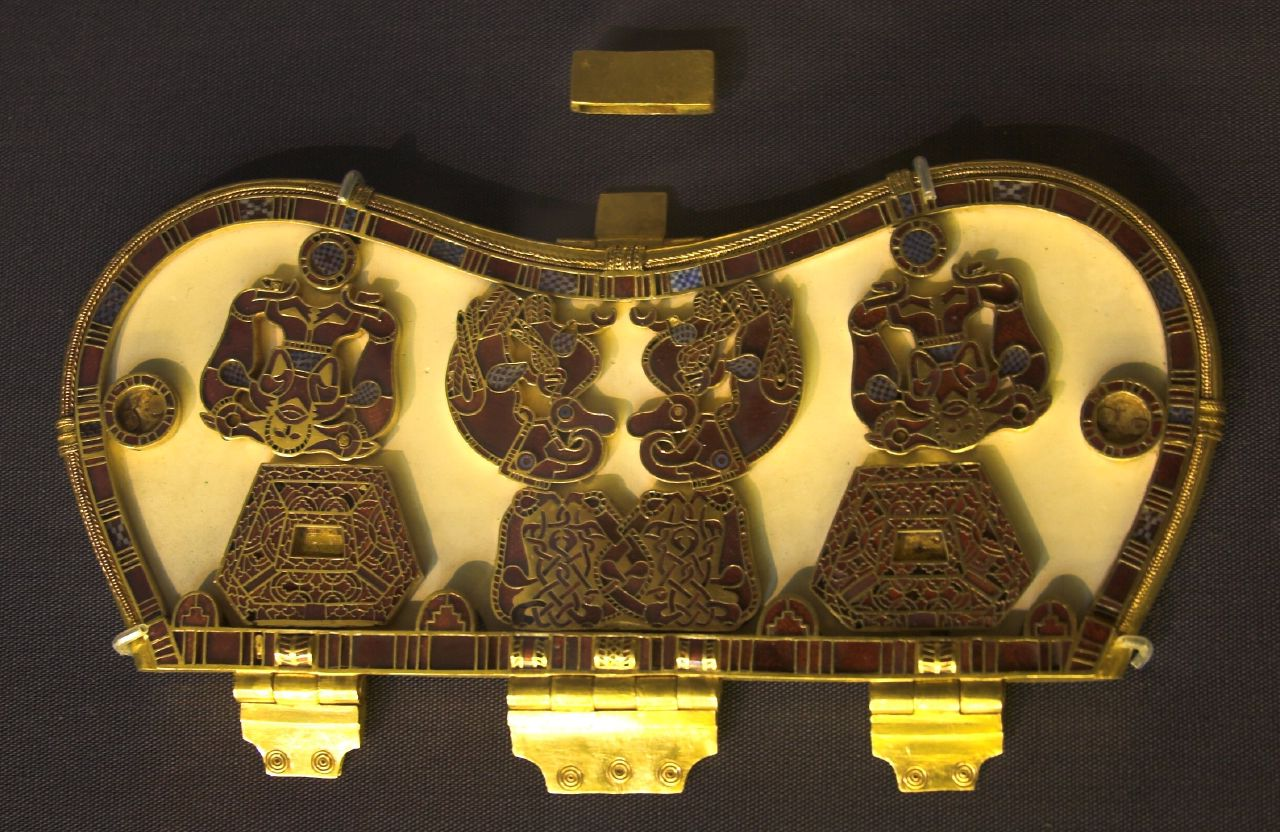
Украшение на элементе кошелька из Саттон-Ху
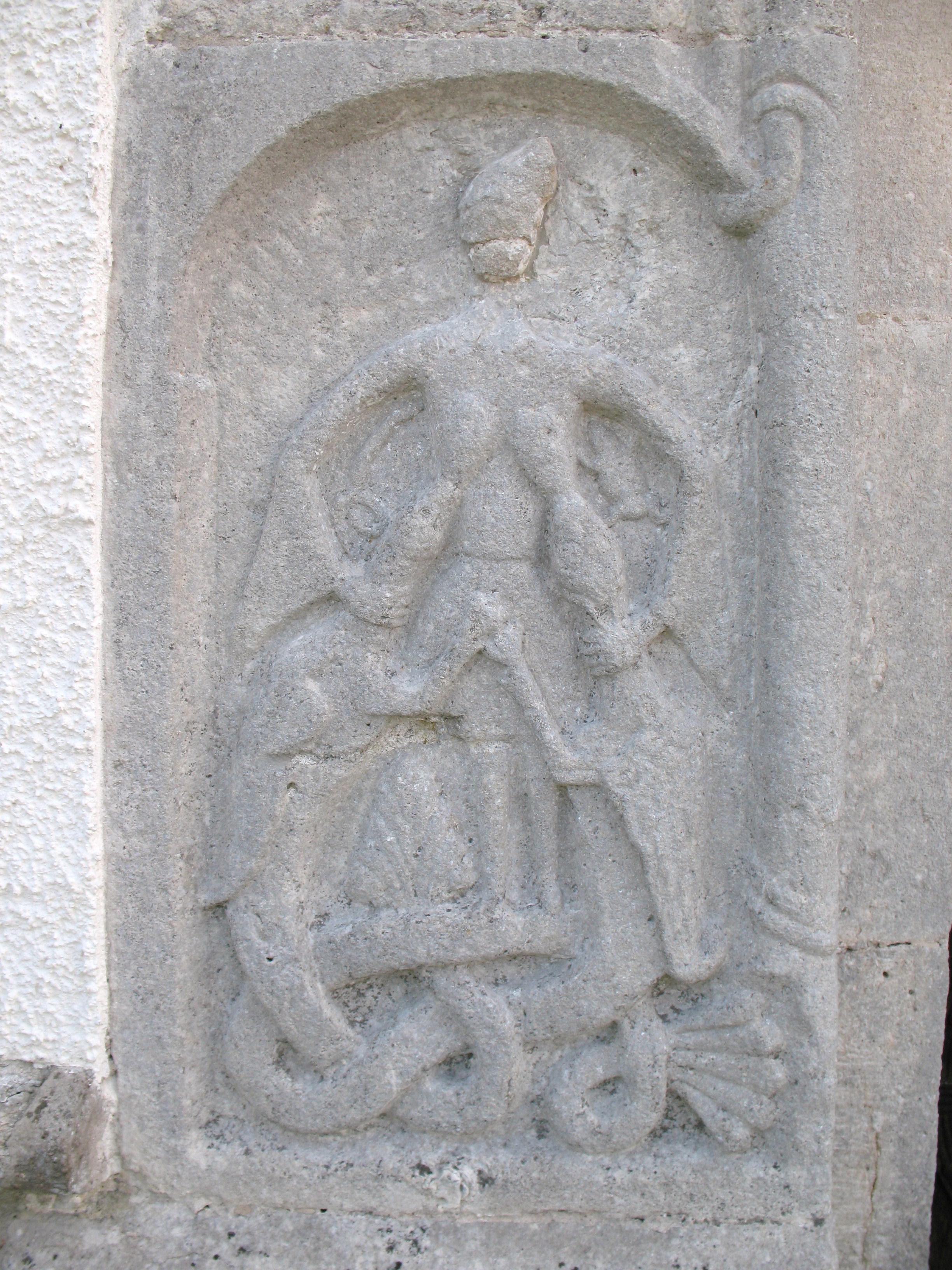
Барельеф церкви с о. Готланд

## Символика Змеи

Cимволика

Изображения змей были популярны в качестве мотива и на более поздних картинных камнях, на которых изображены змеиные ямы, использовавшиеся в качестве средства казни; эта форма наказания известна в числе прочего и по скандинавским сагам. Считается, что змеи имели важное символическое значение во время перехода от язычества к христианству. Их часто сочетали с изображениями оленей, ракообразных или мифических существ. Целью могла быть защита камней от вандалов, которые могли их разрушить.